# فيليب غولدبرغ
فيليب غولدبرغ (بالإنجليزية: Philip Goldberg)‏ هو دبلوماسي وسياسي أمريكي، ولد في 1 أغسطس 1956 ببوسطن في الولايات المتحدة.